# رشا الأمير
رشا الأمير ناشِرَة لبنانية، وناقِدَة ثقافية وروائية. بَدَأت الكِتابَة كطالِبة في باريس. بَعد عَودَتِها إلى لبنان، وفي عام 1990 شارَكَت في تَأسيس دار الجديد، دار نشر لبنانية مستقلة، نَشَرت أعمال محمد خاتمي ومحمود درويش وعبد الله العلايلي.

## أعمالها
- Yawm al-din, Beirut: Dar Al-Jadeed, 2002.
- Translated into لغة فرنسية by يوسف صديق (فيلسوف تونسي) as Le dernier jour: confessions d'un imam, Paris: Actes Sud, 2009.
- Translated into لغة إنجليزية by جوناثان رايت (ضابط شرطة). Judgment Day: A Modern Arabic Novel, Oxford University Press, 2011.

## روابط خارجية
- An excerpt from "Judgment Day" by Rasha al Ameer, مجلة جدلية
- Q & A: On Translating Rasha al-Ameer's 'Judgment Day'